# Заращак Іванна Степанівна
Іва́нна Степа́нівна Зараща́к, до шлюбу Семеряк (нар. 7 липня 1984, с. Коти, Яворівський район, Львівська область) — військовослужбовиця Збройних сил України, учасниця російсько-української війни. Загинула 5 травня 2022 року в ході бойових дій в м. Сіверськ, Донецька область.

## Життєпис
Іванна Семеряк народилася 7 липня 1984 року в селі Коти, Яворівського району, Львівської області, де й провела дитинство та більшість свого життя. Батько Іванни рано покинув сім'ю, а матір, щоб поставити на ноги єдину дитину, багато часу проводила на роботі. Тому її переважно виховувала бабуся.
У 1991—1999 роках навчалася в Котівській загальноосвітній школі І—ІІ ступенів. У 1999—2002 роках здобувала кравецький фах у Новояворівському вищому професійному училищі. Згодом працювала на швейному підприємстві. Пізніше працювала на різних роботах, у тому числі в територіальному центрі соціального обслуговування самотніх.
Була одруженою, однак швидко овдовіла. Дітей не мала. Останні роки жила з матір'ю.
Похована у рідному селі Коти на Яворівщині.

## Військова служба
У 2020 році Іванна Заращак приєдналася до лав Збройних сил України та пішла служити зв'язківицею в 24-ту окрему механізовану бригаду (м. Яворів). Після навчань поїхала виконувати бойові завдання в зону проведення Операції об'єднаних сил в Луганській області, де перебувала 9 місяців.
У лютому 2022 року, під час відпустки вдома, була переведена в 103-тю окрему бригаду територіальної оборони (Львівська область) на посаду старшого солдата — зв'язківця. 26 квітня 2022 року разом з бригадою була відправлена в зону бойових дій в Донецькій області для протидії повномасштабному російському вторгненню. 5 травня 2022 загинула внаслідок російського обстрілу штабу її підрозділу в м. Сіверськ.

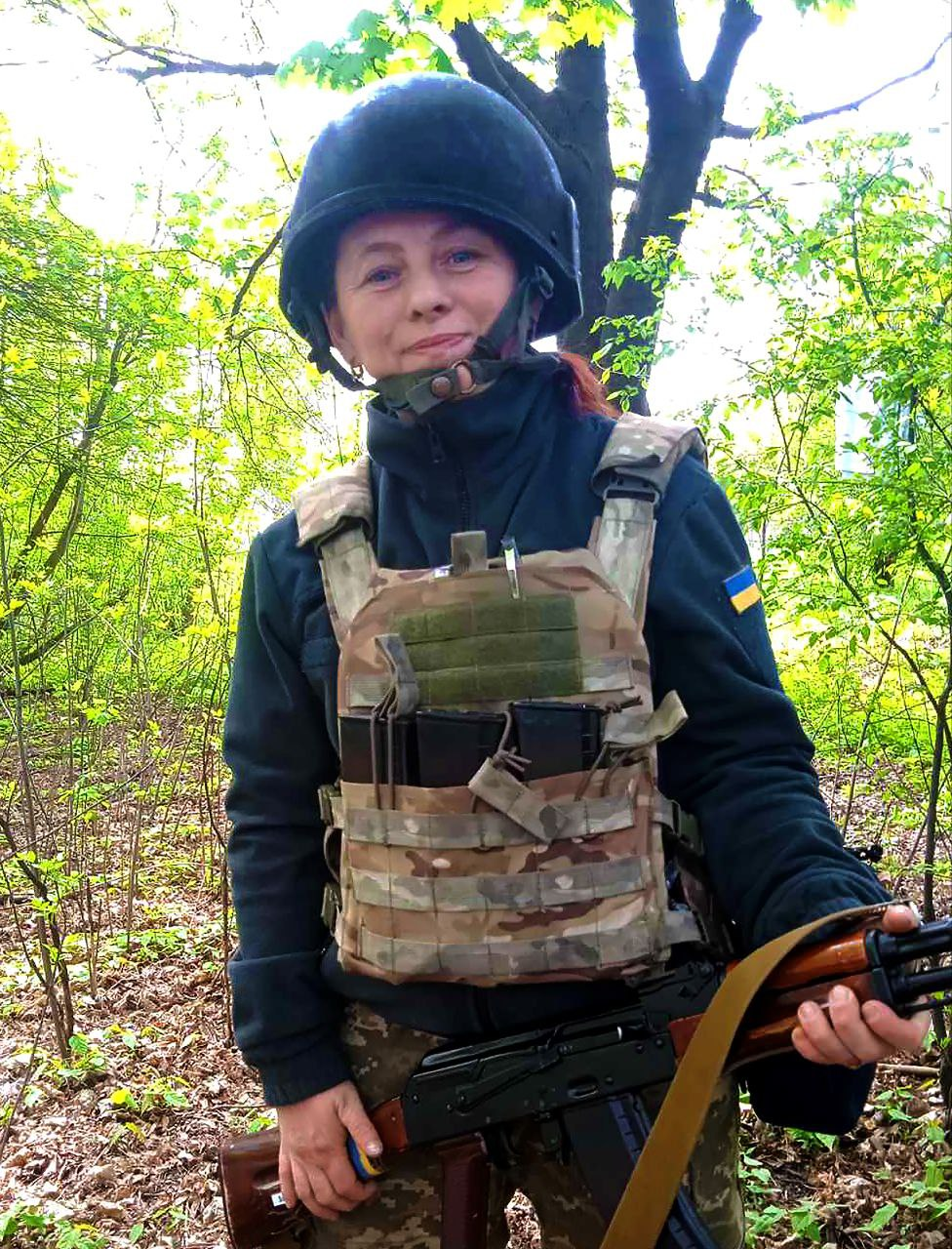
Іванна Заращак в зоні бойових дій в Донецькій області, травень 2022